# Christopher Anariba
Christopher Anariba (El Progreso, Honduras, 26 de julio de 1991) es un futbolista hondureño. Juega como mediocampista y su actual equipo es el Club Deportivo Honduras Progreso de la Liga Nacional de Honduras.

## Trayectoria
Christopher Anariba es hijo del exfutbolista Juan Manuel Anariba y de la exalcaldesa de El Progreso Nelly Solimán. Se formó en las reservas del Real España, pero nunca logró debutar con el equipo profesional. En 2011 se une al Honduras Progreso, equipo de su ciudad natal. En este equipo consigue logros importantes, como el ascenso a la Liga Nacional de Honduras y dos campeonatos de la Liga de Ascenso de Honduras. Debutó en liga nacional anotándole un gol al Real España, en el empate 2-2 del 21 de septiembre de 2014 en el Estadio Humberto Micheletti.

## Clubes
| Club              | País     | Año             |
| ----------------- | -------- | --------------- |
| Honduras Progreso | Honduras | 2011 - 2016     |
| Social Sol        | Honduras | 2016 - Presente |

## Palmarés

### Campeonatos nacionales
| Título               | Club              | País     | Año  |
| -------------------- | ----------------- | -------- | ---- |
| Apertura del Ascenso | Honduras Progreso | Honduras | 2013 |
| Clausura del Ascenso | Honduras Progreso | Honduras | 2014 |
| Torneo Apertura      | Honduras Progreso | Honduras | 2015 |